# PREP法
PREP法は、文書やプレゼンテーション等における文章構成方法の一つである。

## 概要
PREP法は主にビジネスシーンで用いられる文章構成方法であり、簡潔かつ説得力のある文章を作成する際に用いられる。
PREP法における「PREP」とは以下の
- P＝Point（結論）
- R＝Reason（理由）
- E＝Example（事例、具体例）
- P＝Point（結論を繰り返す）

の頭文字を取っている。最初に結論を伝え、次にその理由を説明、事例で理由を補強し、最後に結論を再度提示するストーリーを展開する。
PREP法の一番の特徴は結論を最初に述べることであるが、これは話の聞き手側の集中力が最も強いのが開始直後の30秒程度であることから、最も強調したい事柄を最初に話し、強く印象付けることで説得力のある文書やプレゼンテーションを構成することが出来るからである。また、冒頭に結論、つまり要点を持ってくることにより、何についての文書やプレゼンテーションなのかを聞き手側が把握しやすくなる。また、冒頭で内容をイメージ出来るかどうかでその後の内容の理解度も変わってくる。加えて、忙しいことが多いビジネスシーンでは結論を先に求められる場合が多いことからPREP法はビジネスシーンに適している。

## 具体例
好きな食べ物を紹介する場合
結論：私はイチゴが好きです。
理由：甘酸っぱくて美味しいからです。
具体例：ショートケーキに乗せたり、イチゴジャムにして食べたりすることでイチゴの甘さを最大限に活かすことができ、飽きることなくイチゴの甘さを味わうことができます。
結論：だから私はイチゴが好きです。